# Hilderthorpe
Hilderthorpe – dzielnica miasta Bridlington, w Anglii, w East Riding of Yorkshire, w dystrykcie (unitary authority) East Riding of Yorkshire, w civil parish Bridlington. Leży 2,3 km od centrum miasta Bridlington, 37,9 km od miasta Kingston upon Hull i 285 km od Londynu. W 1931 roku civil parish liczyła 6160 mieszkańców. Hilderthorpe jest wspomniana w Domesday Book (1086) jako Hilgertorp/Hilgretorp.